# 샤울 체르니코프스키
샤울 체르니코프스키(히브리어: שאול טשרניחובסקי‎, 1875년 8월 20일 ~ 1943년 10월 14일) 또는 사울 구트마노비치 체르니코프스키(러시아어: Саул Гутманович Черниховский)는 러시아 태생의 히브리어 시인이다. 그는 자연시와 동일시되는 위대한 히브리어 시인 중 한 명으로, 고대 그리스 문화에 큰 영향을 받은 시인으로 꼽힌다.

## 생애
체르니코프스키는 1875년 8월 20일, 타브리다현 미하일리브카(현재 우크라이나 자포리자주) 마을에서 태어났다. 그는 현대의 유대인 초등학교에 다녔고 10살 때 세속적인 러시아 학교로 전학했다.
그는 1890년부터 1892년까지 오데사에서 첫 시를 발표하고 시온주의 서클에서 활동했다. 그가 처음 발표한 시는 "내 꿈속에서"였다.
1929년부터 1930년까지 그는 미국에서 시간을 보냈고, 1931년에는 팔레스타인 위임통치령으로 이민하여 그곳에 영구 정착했다.
그는 러시아 태생의 기독교인 멜라니아 카를로바와 결혼하여, 팔레스타인의 동료 유대인들에게 유대교로 개종하라는 모든 요구를 거부했다. 체르니코프스키와 카를로바는 함께 딸 이솔다를 낳았다.
그는 예루살렘의 클라우스너 가문의 친구였으며, 자라서 소설가 아모스 오즈가 된 아이를 포함하여 "샤울 삼촌"이었다.

### 사망
체르니코프스키는 1943년 10월 14일, 예루살렘에서 향년 68세 나이로 사망했다.

## 의료 경력
1899년부터 1906년까지 하이델베르크 대학교에서 의학을 전공한 그는 로잔에서 의학 공부를 마쳤다. 그 이후로 그는 의사로서의 활동과 시인으로서의 활동을 병행했다. 학업을 마친 후 우크라이나로 돌아와 하르키우와 키이우에서 근무했다. 제1차 세계 대전에서 그는 민스크와 상트페테르부르크에서 육군 의사로 복무했다.
체르니코프스키는 텔아비브의 헤르즐리야 히브리 고등학교의 박사로 재직했다. 말년에는 텔아비브 학교의 박사로 재직했다.